# Jabłonów (województwo lubuskie)
Jabłonów – wieś w Polsce położona w województwie lubuskim, w powiecie żagańskim, w gminie Brzeźnica. Po raz pierwszy wzmiankowana w 1257 roku. Za jej założycieli należy uznać Augustianów z Nowogrodu Bobrzańskiego. Wytyczenie ulic równoległych do ulicy przelotowej, uzupełnione o zagęszczoną zabudowę kalenicową i szczytową nadaje wsi charakter łańcuchówki. Dawniejsze nazwy Jabłonowa: Sonburn (1257), Pulcherfons (1321) i Schoenbrunn.

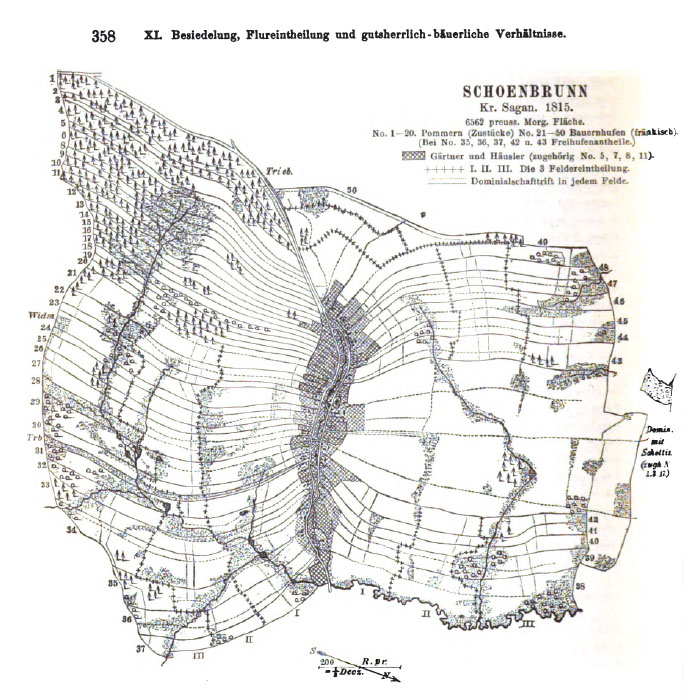
Mapa gruntów wsi Schoenbrunn w roku 1815

W latach 1975–1998 miejscowość administracyjnie należała do województwa zielonogórskiego.

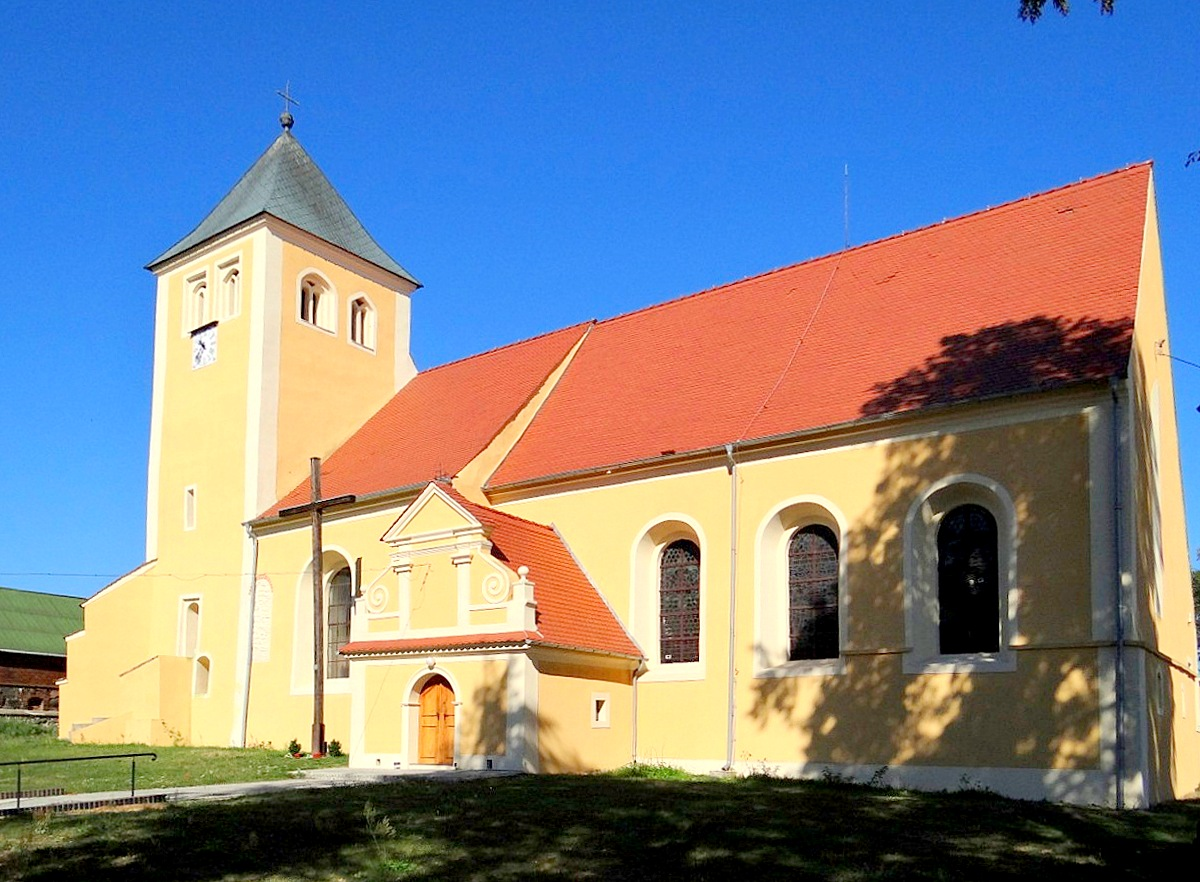
Gotycki kościół św. Andrzeja

## Zabytki
Do wojewódzkiego rejestru zabytków wpisane są:
- Kościół parafialny pod wezwaniem św. Andrzeja, gotycki z końca XIII wieku lub początku XIV stulecia, XVIII wieku/XIX wieku; wzmiankowany w roku 1376. W wieku XV został powiększony o kaplicę, kruchtę i wieżę oraz zmieniono mu sklepienia. Budowla jednonawowa, murowana z kamienia i cegły z trzema rodzajami sklepień: czteroprzęsłowe sieciowe (prezbiterium), krzyżowe z rozetami (nawa i kruchta) i żaglowe (zakrystia). Wnętrze posiada późnobarokowe wyposażenie (pierwsza pół. XVIII w.), a na podkreślenie zasługuje zachowanie gotyckiego dzwonu z 1448 roku. Przy kościele znajduje się cmentarz otoczony murem z bramą osiemnastowieczną
- Zespół dworski, z XVIII–XIX wieku:
  - Dwór opata z końca XVII wieku, remontowany i rozbudowywany w 1752 roku i w drugiej połowie XIX stulecia. Budowla barokowa, murowana, na planie prostokąta, piętrowa z rokokowym opackim kartuszem herbowym nad wejściem i rzeźbioną kamienną Pietą z 1694 roku na kolumnie przed fasadą
  - Oficyna
  - Park
- Dom nr 47 przy kościele

Inne zabytki:
- Kaplica pasyjna z XVIII wieku, barokowa, na rzucie prostokąta, murowana, nakryta dachem namiotowym. Wewnątrz znajduje się rzeźbiona grupa pasyjna późnogotycka z XV wieku. Kaplica usytuowana jest za wsią przy drodze do Żagania.

## Szkoła
Szkoła Podstawowa w Jabłonowie została założona w lipcu 1945 roku.

## Demografia
Liczba mieszkańców miejscowości w poszczególnych latach:
| Rok  | Ilość mieszkańców |
| ---- | ----------------- |
| 1998 | 620               |
| 2002 | 638               |
| 2009 | 647               |
| 2011 | 617               |
| 2021 | 563               |